# Буковинський крайовий уряд

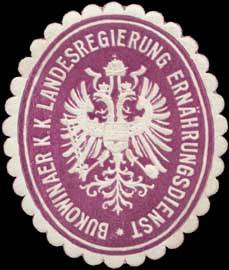
Офіційна печатка органу

Буковинський крайовий уряд (нім. K. k. Bukowiner Landes-Regierung) — орган виконавчої влади коронного краю Герцогства Буковина.
Інші назви: Буковинська крайова управа, Буковинське крайове управління.

## Створення крайової управи
У січні 1849-го Буковині (австрійська частна) було надано статус окремого коронного краю Австрійської імперії, й утворено Герцогство Буковина. 29 вересня 1850 р. цісар затвердив тимчасову конституцію краю. 6 березня 1853 року Герцогство Буковина отримало першого крайового президента.

30 квітня 1854 року постановою міністерства внутрішніх справ Австрії було створено Буковинський крайовий уряд, як орган вищої адміністративної влади герцогства.

## Структура крайової управи
На чолі Буковинського крайового уряду був Президент Герцогства Буковина (нім. Landespräsident des Herzogtums Bukowina), який призначався особисто Цісарем.

За історію існування інституту Буковинського крайового президента цю посаду обіймали 16 чоловік.
Крайовому уряду підпорядковувалися всі адміністративні органи краю, органи місцевого самоврядування, установи та організації. 

В свою чергу  місцевий уряд підпорядковувався міністерству внутрішніх справ Австрії. Звітність подавалася міністерствам, чиї накази та розпорядження отримувались на виконання.

### Колегіальний орган управління
Колегіальним органом Буковинської крайового уряду була Президія (нім. Präsidium). До її складу входили чиновники V-VI рангів (переважно радники двора та земельного уряду): радник намісництва, три крайові радники, крайовий санітарний радник, два секретарі, окружний хірург, канцелярія. Робочим органом Президії було Бюро (нім. Bureau).
У компетенцію колегіального органу входило: виконання наказів та постанов імператора і міністерств, організація виборів до органів влади, урегулювання земельної власності, охорона громадського порядку, нагляд за політичними партіями, настроєм населення в краї, паспортним режимом, товариствами, пресою, театром, видача іноземних паспортів, дозволів на відкриття друкарен, магазинів, на проведення концертів і театральних вистав, питання охорони здоров’я, освіти, керівництво поліцією.

### Структурні підрозділи крайового уряду
У 1858 р. в крайовому уряді були створені Департаменти (нім. Departements). Їх кількість та функції встановлювалися Президентом. У 1861 р. було чотири департаменти, в 1865 р. – п’ять, у 1916 р. – дванадцять. Департаменти відали питаннями фінансів, віровизнань, освіти, землеробства, транспорту, зв’язку, будівництва, товариств, самоврядування, громадянства, охорони кордонів, охорони здоров’я, військовою справою, жандармерією.

З 1861 р. до складу місцевого уряду були введені референт з санітарних питань, старший інженер, інженери І та ІІ класів, два ад’юнкти будівництва ІІ класу.
При крайовій управі були створені крайова санітарна рада, крайові комісії в справах відміни та викупу кріпосних повинностей і врегулювання сервітутних питань, крайова комісія з встановлення земельних податків. Буковинська крайова управа проводила в життя накази та розпорядження міністерств внутрішніх справ, віровизнань, освіти, торгівлі, сільського господарства на території краю, політичні та адміністративні реформи, розглядала бюджети крайових фондів.

## Органи самоврядування
Органами крайового самоврядування були Буковинський крайовий сейм (нім. Bukowiner Landtag) та Буковинський крайовий комітет (нім. Der Bukowiner Landesausschuss), як виконавчий орган сейму.
Органом самоврядування у столиці краю був Чернівецький міський магістрат (нім. Magistrat der k. k. Hauptstadt Czernowitz).

## Судові та поліцейські установи
Чернівецька крайова прокуратура (нім. K. k. Staatsanwaltschaft. Czernowitz) розпочала свою діяльність 29 вересня 1855 р. на підставі постанови міністерства юстиції від 29 червня 1855 р. Підпорядковувалась Вищий прокуратурі Галичини і Буковини в м. Львові. Здійснювала керівництво та контролювала роботу судів, брала участь у розслідуванні та розгляді кримінальних справ, розгляді апеляцій на рішення повітових судів, засіданнях суду присяжних.

### Судові органи
Крайовий суд в Чернівцях (нім. K. k. Landesgericht in Czernowitz) був створений 1855-го р. на підставі постанов міністерств внутрішніх справ, юстиції та фінансів від 19 січня 1853 р., та указів цісаря від 14 вересня 1852 р., 28 жовтня 1853 р., 25 січня 1854 р., та 24 квітня 1854 р. про реорганізацію адміністративної та судової системи в Австрійській імперії. Крайовий суд об’єднав раніш існуючі карний, міський, дворянський, а також Сучавський дистриктний суд.

Крайовий суд розпочав свою діяльність з цивільного судочинства 29 вересня 1855 р., з карного – 27 березня 1856 р. і був підпорядкований безпосередньо Вищому Крайовому суду в м. Львів, а йому підпорядковувались повітові суди.

Крайовий суд виконував функції карного та цивільного, торгового та гірничого судів. Він також був апеляційною інстанцією по вироках повітових судів. Згідно закону від 9 березня 1869 р. були введені суди присяжних для винесення вироків у справах про порушення законів про пресу. Згідно нового положення про карне судочинство від 23 травня 1873 р. суд присяжних розширив свою діяльність і на інші кримінальні справи, крім політичних. Крайовий суд складався з цивільного та карного відділів, канцелярії, відділу кадастрів та персоналу тюрми. Особовий склад суду був такий (1859): президент, радники крайового суду, секретар суду, ад’юнкти, штат канцелярії, директор та службовці відділу кадастрів, персонал тюрми (начальник, наглядачі, охорона).

### Правоохоронні органи
Крайове жандармське управління (нім. K. k. Landesgendarmeriekommando). Історія австрійської жандармерії започаткована у 1849 році. 16 січня 1850 року в коронних землях сформовано 16 полків (по 1000 осіб). Окремий 4-й полк жандармерії полк був сформований для Галичини і Буковини. У 1866 році жандармерію було скорочено, а жандармські полки були реорганізовані у жандармські команди. 11-а жандармська команда була сформована для обслуговування Галичини і Буковини. Командування розташовувалась у Львові. У 1867 році булр сформоване Чернівецьке відділення цієї команди, яке налічувало 70 осіб.

26 лютого 1876 року 11-а жандармська команда була розділена. З тих пір в Чернівцях була окрема 13-а жандармська команда. Первісно буковинська команда мала два відділення. Через 25 років (1902) вона поділялась на 5 відділень, у складі яких було 94 пости і 356 чол. особливого складу. Така структура крайової жандармерії збереглась до кінця перебування Буковини у складі Австро-Угорщини.

Відповідно до «Службової інструкції жандармерії» (від 26.02.1876) - жандармерія була військово організованим однорідним вахтовим організмом, призначеним для збереження громадського порядку, спокою і безпеки. 
Дирекція поліції в Чернівцях (нім. K. k. Polizei Direktion in Czernowitz) створена на підставі рішення цісаря від 27 січня 1853 р. За наказом міністерства поліції від 20 грудня 1860 р. ця установа була реорганізована в комісаріат поліції. Комісаріат поліції існував до 1866 р., коли на підставі постанови цісаря від 23 травня цього ж року функції ліквідованих крайових поліцейських органів були передані Буковинській крайовій управі. Так було до 1905 р., коли на основі цісарського рішення і постанови міністерства внутрішніх справ від 27 грудня була відновлена Дирекція поліції в м. Чернівці. Функції Дирекції поліції полягали в охороні існуючого державного та громадського порядку, запобіганню і боротьбі з виступами проти влади, охороні приватної власності. До кола її діяльності входило також: нагляд за політичним настроєм населення, пресою, товариствами, видовищами, іноземцями, над виготовленням і носінням зброї, видачею закордонних паспортів та дозволів на проживання, над службовцями та робітниками, нагляд за мораллю, забезпеченням безпеки руху всередині міста і на залізничному вокзалі. Дирекція поліції здійснювала контроль і надавала допомогу місцевим органам влади при виконанні функцій поліції. Згідно цісарського рішення від 11 травня 1854 р. і 20 червня 1858 р. розгляд ряду порушень, які знаходилися до цього в компетенції органів юстиції, перейшов у компетенцію поліції. Дирекція поліції м. Чернівці в 1854 р. складалася з директора, комісара поліції, ад’юнкта, канцеляристів, писаря.

## Військові установи
На території Герцогства Буковина діяли наступні військові установи:

Військове командування на Буковині (нім. K. k. Armeekommando. Verlußtgruppe).

Двадцять другий піхотний полк м. Чернівці (нім. K. k. Landwehr – Infanterie. Czernowitz Ф. 22).

Воєнно-польовий суд командування одинадцятого військового корпусу, м. Чернівці (нім. Gericht des k. k. 11. Korpskommandos).

## Освітні установи
Крайова шкільна рада в Чернівцях (нім. K. k. Landesschulrath in Czernowitz) - вища інстанція у справах нагляду та керівництва школами Буковини.

Комісія з прийому екзаменів на право викладання в середніх школах в Чернівцях (нім. K. k. wissenschaftliche Prüfungs Kommission für das Lehramt an Mittelschulen in Czernowitz) - екзаменаційна комісія для кандидатів на посади вчителів для гімназій та усіх типів середніх шкіл.